# 데미언 리

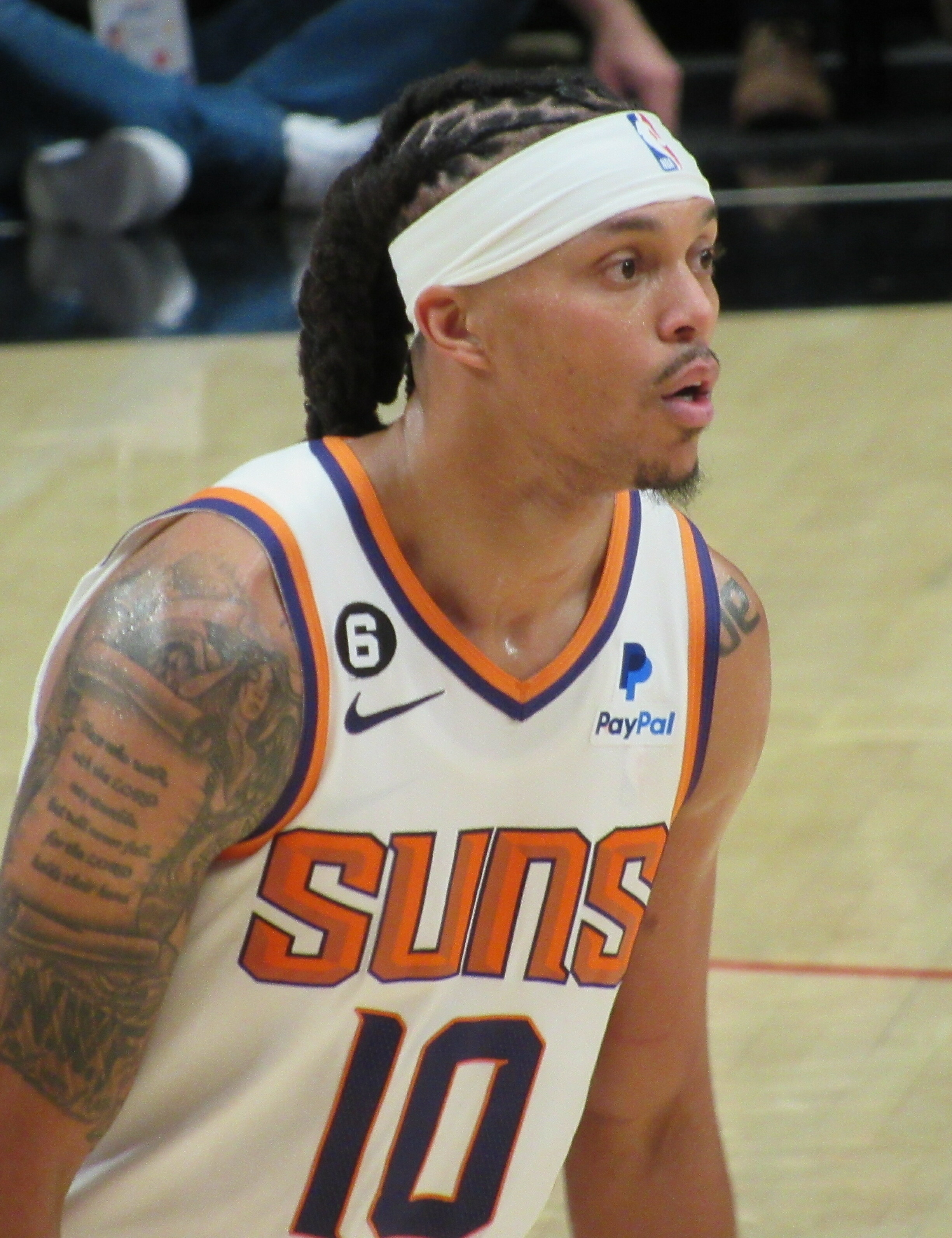
2022년 피닉스 선스에서의 모습

데미언 리(Damion Lee, 1992년 10월 21일 ~ )는 전미 농구 협회(NBA) 피닉스 선스의 미국 프로 농구 선수이다. 드렉셀 대학교에서 4년 동안 대학 농구를 했고 자격 마지막 해에 루이빌로 전학했다. 데미언 리는 2016년 드래프트에서 탈락한 뒤 G리그에서 활약한 뒤 2018년 3월 애틀랜타 호크스와 계약했다. 이어 다음 시즌 골든스테이트 워리어스와 투웨이 계약을 맺고 2022년 NBA 챔피언십 우승을 차지했다.

## 고등학교 경력
리는 메릴랜드 주 토우슨에 있는 칼버트 홀 칼리지 고등학교를 졸업했으며, 마지막 시즌에는 볼티모어 선 올 메트로 2팀과 볼티모어 카톨릭 리그 1팀에 선발되었다. 리는 코네티컷 주 오크데일에 있는 세인트 토마스 모어 예비 학교에 다녔으며 2010-11 시즌 동안 경기당 평균 17득점, 6리바운드, 5어시스트를 기록했다. 리는 뉴잉글랜드 예비학교 체육 위원회 선발의 첫 번째 팀으로 그의 팀을 30-7 기록과 전국 예비 학교 선수권 대회로 이끌었다.

## 프로 경력
- 메인 레드 클로즈(2016~2017)
- 산타 크루즈 워리어스(2017~2018)
- 애틀랜타 호크스 (2018)
- 골든스테이트 워리어스(2018~2022)
- 피닉스 선즈(2022~현재)